# Hardayal Singh
Raghbir Singh Bhola (Lucknow, 28 november 1928 - Dehradun, 17 augustus 2018) was een Indiaas hockeyer.
Singh nam deel aan de Olympische Zomerspelen 1956 en won uiteindelijk met de Indiase ploeg de gouden medaille.

## Resultaten
- 1956  Olympische Zomerspelen in Melbourne